# Brad Terry

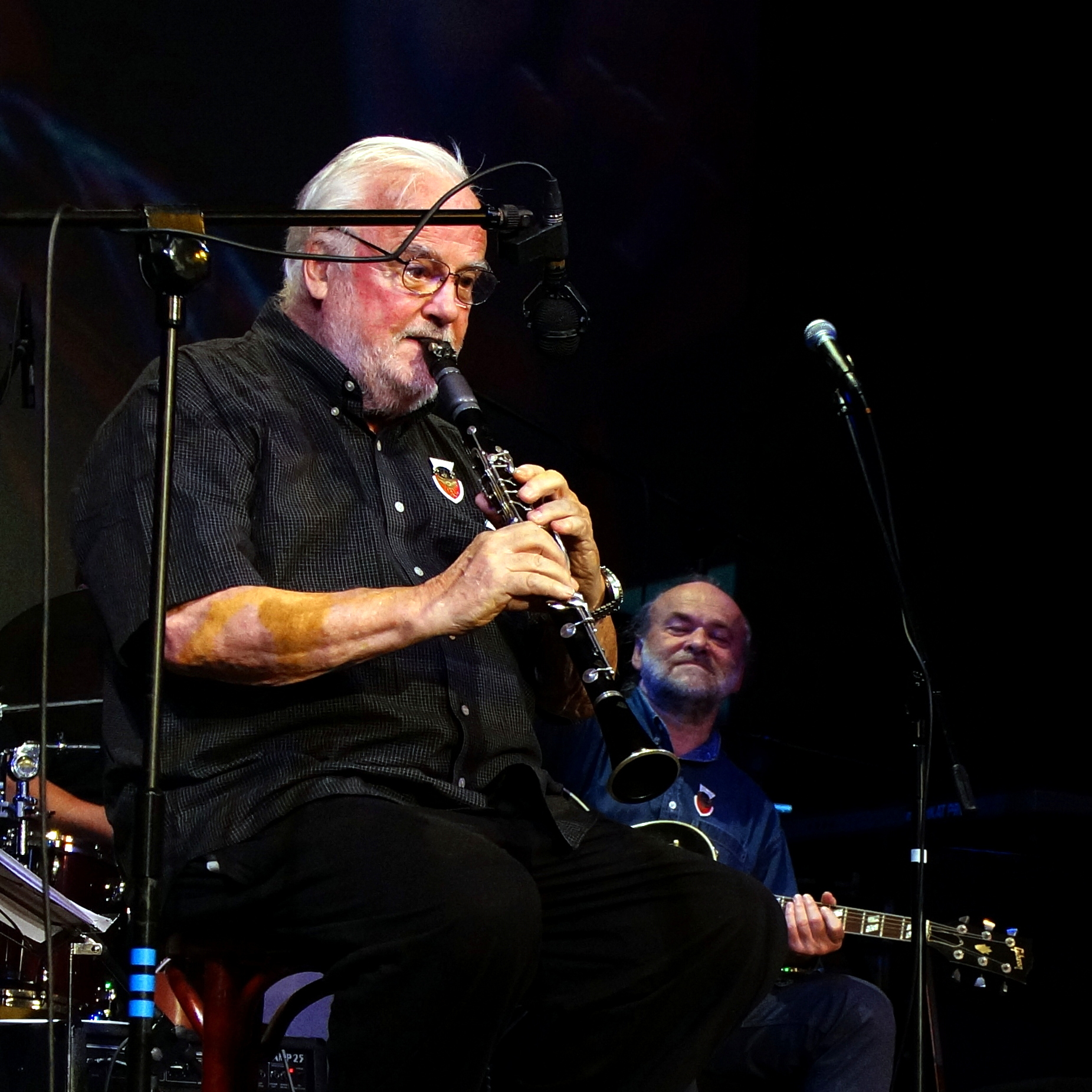
Brad Terry 2016

Brad Terry (* 1937) ist ein US-amerikanischer Jazzmusiker (Klarinette) und Autor. Doug Ramsey bezeichnete ihn als „eines der gut versteckten Klarinetten-Geheimnisse unserer Zeit“ (one of the well-hidden clarinet secrets of our time).

## Leben und Wirken
Terry arbeitete lange Jahre in einem Sommercamp für Jugendliche. Daneben unterrichtete er Jazz in den Vereinigten Staaten und in Polen. Erste Aufnahmen unter eigenem Namen entstanden 1971 in New York u. a. mit dem Pianisten Eddie Thompson. Als Musiker arbeitete er u. a. mit Lenny Breau (The Living Room Tapes 1978/79), Roger Kellaway (Fifty-Fifty 1987), John Basile (Duoalbum 1989) sowie in Polen mit Jarek Śmietana (Ballads and Other Songs, 1993), Joachim Mencel (All About Spring 1994) und dem Swing Orchestra Krakau. Im Bereich des Jazz war er zwischen 1971 und 1997 an 14 Aufnahmesessions beteiligt. Gegenwärtig (2015) spielt Terry, der in Maine lebt, im Duo mit dem Gitarristen Peter Herman. 2015 veröffentlichte Terry sein autobiographisches Buch I Feel More Like I Do Now Than I Did Yesterday (Lulu).

## Diskographische Hinweise
- Brad Terry Plays Gershwin (Darbyterr, 1996), mit Jarek Śmietana, Andrzej Cudzich, Andrzej Dąbrowski
- Brad Terry/Joachim Mencel Quartet: Colorado (Darbyterr, 1997), mit Dwight Kilian, Paul Romaine
- Brad Terry Plays Ellington (Starling, 1997), mit Jarek Śmietana, Bogdan Wysocki, Sławomir Rosiak, Leszek Szczerba, Piotr Baron, Wojciech Groborz, Antoni Dębski, Jacek Niedziela, Adam Czerwiński